# Фокина, Ольга Александровна
О́льга Алекса́ндровна Фо́кина (2 сентября 1937, Артемьевская, Северная область — 12 октября 2023, Вологда, Россия) — советская и русская поэтесса, лауреат Государственной премии РСФСР имени М. Горького (1976), Большой литературной премии России (2007). Почётный гражданин города Вологды (2013).

## Биография
Ольга Александровна Фокина родилась 2 сентября 1937 года в деревне Артемьевская Корниловского сельсовета Верхнетоемского района Северной области (ныне — в Двинском сельском поселении Верхнетоемского района Архангельской области) в семье потомственных крестьян. Во время Великой Отечественной войны отца Ольги призвали в армию, осенью 1943 года он был демобилизован из-за туберкулёза, вернулся домой и в тот же год умер.
После семилетки поступила в 1-е Архангельское медицинское училище, которое окончила с отличием; стала работать заведующей медпунктом сначала лесоучастка Ягрыш, затем — Новое. В 1957 году поступила в Литературный институт  имени А. М. Горького, в поэтический семинар Н. Н. Сидоренко. Там она познакомилась Н. М. Рубцовым, В. И. Беловым, С. В. Викуловым, А. А. Романовым.
В марте 1963 года в Москве в издательстве «Молодая гвардия» вышла книга «Сыр-бор» — первый поэтический сборник Ольги Александровны, а в июне 1963 года — О. А. Фокина получила билет члена Союза писателей СССР. С осени 1963 года Ольга Александровна переезжает жить в Вологду.
С 1964 года Ольга Александровна на творческой работе.
Скончалась 12 октября 2023 года на 87-м году жизни в Вологде. Согласно завещанию будет похоронена на родине в Архангельской области.

### Личная жизнь
Дочь — поэтесса Инга Александровна Чурбанова. Сын — Александр Фокин.

## Творчество
Сборники стихов
- «Сыр — бор» (1963 год)
- «Реченька» (1965)
- «А за лесом — что?» (1965)
- «Аленушка» (1967)
- «Стихи» (1969)
- «Островок» (1969)
- «Самый светлый дом» (1971)
- «Стихи. Библиотечка избранной лирики» (1971)
- «Камёшник» (1973)
- «Маков день» (1974)
- «От имени серпа» (1976)
- «Полудница» (1978)
- «Буду стеблем» (1979)
- «Памятка» (1983)
- «Колесница» (1983)
- «Три огонька» (1983)
- «За той за Тоймой...» (1987)
- «Попахни, черёмушка» (1997)
- «Разнобережье» (1998)
- Избранные произведения, в 2-х томах (2003)
- «Маятник» (2013)

### Песни на стихи Ольги Фокиной
- Ирина Бржевская — Здравствуй, речка Паленьга (А. Фаттах — О. Фокина)
- Алла Иошпе — Уезжая учиться в Москву (А. Фаттах — О. Фокина)
- Маргарита Суворова — Баллада о берёзе (А. Фаттах — О. Фокина)
- Людмила Сенчина — Черёмуха (В. Гаврилин — О. Фокина)
- ВИА «Цветы» — Звёздочка моя ясная (В. Семёнов — О. Фокина)
- Валентина Дворянинова — Насмотрись зорька в реченьку (А. Фаттах — О. Фокина)
- Альберт Асадуллин — Не приближай к себе звезду (С. Гринберг — О. Фокина)
- Елена Камбурова — Храни огонь (В. Плешак — О. Фокина)
- Валентина Толкунова — Косынка (В. Ветров — О. Фокина)
- Валентина Толкунова — Росла красивой (В. Ветров — О. Фокина)
- Валентина Толкунова — Родник (В. Ветров — О. Фокина)
- Валентина Толкунова — Поле (Мне завещано поле) (В. Ветров — О. Фокина)
- Валентина Толкунова — Огонь родного очага (В. Ветров — О. Фокина)
- Валентина Толкунова — Черёмуха (В. Ветров — О. Фокина)
- Валентина Толкунова — Родные колосочки (В. Ветров — О. Фокина)
- Валентина Толкунова — У тебя бы не подружка (В. Ветров — О. Фокина)
- Валентина Толкунова — Тот день (А ландыши растут на круче) (В. Ветров — О. Фокина)
- Валентина Толкунова — Единственный в вазе (Д. Ашкенази — О. Фокина)
- Гертруда Юхина — Я не знаю (В. Гаврилин — О. Фокина)
- Государственный академический северный русский народный хор — Вдоль по Вологде

### Пародии
Пародию на стихотворение Ольги Фокиной
Мне рано, ребята, в Европы
Дороги и трассы торить...
написал Александр Иванов
Не до Европ
Мне рано в Европы, ребята,
Меня не зови, Лиссабон:
Мне ехать ещё рановато
В Мадрид, Копенгаген и Бонн.
Билет уж заранее куплен
В деревню, где буду бродить.
<…>
Смеются Женева и Канны,
От смеха Афины в слезах:
—Мадам, вам действительно рано,
Сидите в своих Вологдах...

## Награды и звания
- Орден Трудового Красного Знамени (16 ноября 1984 года).
- Орден Дружбы народов (1 сентября 1987 года).
- Орден «Знак Почёта» (7 августа 1981 года).
- Орден Почёта (30 июля 1999 года) — за заслуги перед государством, большой вклад в укрепление дружбы и сотрудничества между народами, многолетнюю плодотворную деятельность в области культуры и искусства[9].
- Медаль Пушкина (4 октября 2008 года) — за заслуги в развитии отечественной культуры и искусства, многолетнюю плодотворную деятельность[10].
- Медаль «За трудовую доблесть» (28 октября 1967 года).
- Государственная премия РСФСР имени М. Горького (1976) — за книгу стихов «Маков день».
- Всероссийская литературная премия «Звезда полей» имени Н. М. Рубцова (2001).
- Большая литературная премия России СПР (2007) — за стихи в журнале «Лад».
- Почётный гражданин города Вологды (2013).
- Всероссийская литературная премия имени Александра Прокофьева «Ладога» (2013) — за книгу стихов «Маятник»[11].